# وییانوتا (کارابایا)
وییانوتا (به اسپانیایی: Vilajota) یک کوه در پرو است که در Peru, Puno Region, Carabaya Province واقع شده‌است. وییانوتا ۵٬۱۹۸ متر بالاتر از سطح دریا واقع شده‌است.